# Rogneda
Rogneda ili Rogneda Rogvoldovna (rus.: Рогнеда Рогволодовна ili Ragneda (bje.: Рагнеда Рагвалодаўна; 962. – 1002.) bila je nordijska princeza, kneginja Kijevske Rusi odnosno supruga velikog kneza Vladimira te kneginja/vladarica Polocka u današnjoj Bjelorusiji.
Otac joj je bio Rogvolod, nordijski vođa koji je došao "preko mora" i uspostavio vlast u Polocku. Oko godine 980., Vladimir se s Rognedom želio oženiti, ali, čuvši da se želi udati za njegovog polubrata Jaropolka, napao je Polock i zauzeo grad. Tada ju je silovao pred roditeljima, koje je potom ubio, te odveo u Kijev. Tamo mu je rodila nekoliko djece, među kojima su bili sinovi Jaroslav Mudri, Vsevolod, Mstislav od Černigova i Izjaslav. U Povijesti minulih godina navodi se, kako je pokušala ubiti muža, zbog čega je sa sinom Izjasalovom prognana natrag u Polock. Tamo je sa sinom uspostavila lozu vladara, koja će se održati sve do mongolske invazije. Pred smrt se zaredila i uzela ime Anastazija.